# Герб Опришенів
Герб Опришенів — офіційний символ села Опришени, Чернівецького району Чернівецької області, затверджений 14 вересня 2008 р. рішенням сесії Опришенської сільської ради.
Автор — А. Гречило.

## Опис герба
У щиті, скошеному обабіч на два зелені (верхнє та нижнє) і два червоні поля, спинається золотий лев з червоним язиком.

## Значення символів
На печатках громади Опришени з документів ХІХ ст. був зображений лев, який тепер підкреслює давню геральдичну традицію села.